# Amaxofobia
L'amaxofobia (dal greco antico ἅμαξα hàmaxa, "carro", e φόβος phobos, "paura") è il rifiuto di origine irrazionale a condurre un determinato mezzo di trasporto.
Può essere dovuta, per esempio, al coinvolgimento diretto o di persone care in incidenti stradali o altri eventi connessi all'utilizzo di un mezzo e si concretizza spesso in veri e propri attacchi di panico e diversi individui colpiti da amaxofobia lamentano stati di ansia e agitazione nelle ore o nei giorni precedenti a quando dovranno condurre un veicolo.
Può avere intensità variabile e nei casi limite può compromettere la vita sociale di un individuo, che può trovarsi a dovere modificare le sue abitudini e a evitare di effettuare spostamenti se non ha alternative di trasporto. È particolarmente disabilitante, inoltre, anche per la vita professionale e lavorativa visto che ostacola gli spostamenti.
Clinicamente è catalogata come fobia specifica, ovvero un disordine da ansia provocato da una paura irrazionale connessa all'esposizione a specifici oggetti o situazioni, e nei casi più gravi, anche da loro rappresentazioni.
Da una ricerca del MAPFRE (un istituto assicurativo spagnolo), il 6% degli "amaxofobi" avrebbe perso completamente la capacità di stare al volante per una forma di paura paralizzante, paura che svanirebbe nel caso in cui l'auto fosse guidata da altri. Secondo la ricerca coordinata dal dottor Antonio García Infanzón, ne soffrirebbero 7,2 milioni di automobilisti spagnoli.
La paura di guidare, scientificamente, si chiama Amaxofobia. Questa paura condiziona l'esistenza di chi, pur avendo conseguito la patente di guida, non riesce in nessun caso a guidare l'automobile perché non si sente di farlo, o non ci riesce in condizioni particolari perché bloccato dall'ansia o da aspettative negative che lo frenano. Di solito, siamo spinti a pensare che la paura di guidare appartenga alle persone anziane, invece, la difficoltà di apprezzare il piacere di guidare è presente in tanta gente, difficilmente quantificabile su un piano statistico. Questo perché è necessario fare delle distinzioni, tra coloro che hanno una paura totale nel guidare e che quindi non prendono mai la macchina e colore che invece hanno delle limitazioni nell'approccio alla guida, ma comunque non si allontanano da essa.
La Amaxofobia è una paura particolarmente invalidante per chi ne è affetto e si manifesta in molte persone, spesso già affette da un disturbo di ansia o da una sintomatologia depressiva. La paura di guidare genera contrazione, rigidità fisica. Tale paura o difficoltà di guida risiede nella scarsa propensione all'abbandono difucioso circa la propria capacità di vivere serenamente la sensazione e il piacere di condurre una macchina in totale libertà. 
Questi pazienti di solito manifestano diversi tipi di paure:
- la possibilità di avere un attacco di panico o di svenire durante la guida, con la conseguenza di perdere il proprio mezzo e di diventare causa di incidente o di qualcosa di peggio[7];
- la paura di non essere all'altezza di guidare il proprio automezzo, come nel caso di un sorpasso ad un camion in fase di accelerazione e di conseguenza impattare e causare un incidente;
- avere un attacco di ansia o di panico claustrofobico e non poter essere tempestivamente aiutato nel momento della guida del proprio mezzo;
- la paura di attraversare ponti, soprattutto se molto alti e di lunga distanza, con la paura di sfondare la barriera di protezione e di precipitare giù col proprio automezzo;
- il timore della perdita di orientamento stradale con la conseguenza di smarrimento in zone non conosciute;
- la paura di avere un "raptus" improvviso durante la guida che potrebbe essere causa di incidente dalle conseguenze catastrofiche e subire un giudizio estremamente negativo.